# テキサス州出身人物の一覧
この一覧はテキサス州出身の著名人名を、姓（ラスト・ネイム）の50音順に掲載したリストである。

## ア行
ア
- ドワイト・D・アイゼンハワー - アメリカ合衆国第34代大統領
- バート・アダムズ - 野球選手
- ジム・アッカー - 野球選手
- スコット・アッチソン - 野球選手
- ウィリー・アップショー - 野球選手
- ジョニー・アブレゴ - 野球選手
- エドガー・アブロビッチ - 陸上選手
- ランス・アームストロング - 自転車選手、ツール・ド・フランス7年連続優勝(後に剥奪)
- チャド・アレン - 野球選手
- クリス・アンダーセン - バスケットボール選手
- ウェス・アンダーソン - 映画監督
- ジ・アンダーテイカー - プロレスラー

イ
ウ
- キング・ヴィダー - 映画監督
- フォレスト・ウィテカー - 俳優
- キャシー・ウィットワース - ゴルファー
- ウォルター・ウィリアムス - 野球選手
- ウッディ・ウィリアムズ - 野球選手
- ショーン・ウィリアムス - バスケットボール選手
- スモーキー・ジョー・ウィリアムズ - 野球選手 (アメリカ野球殿堂表彰者)
- オーウェン・ウィルソン - 俳優
- ルーク・ウィルソン - 俳優
- エドガー・ウィンター - ロック・ミュージシャン
- ジョニー・ウィンター - ロック・ミュージシャン
- デイビッド・ウェズリー - バスケットボール選手
- ウィリー・ウェルズ - 野球選手 (アメリカ野球殿堂表彰者)
- シェルビー・ウォーカー - 総合格闘家、プロボクサー
- T-ボーン・ウォーカー - ミュージシャン
- シダー・ウォルトン - ミュージシャン
- グレッグ・ヴォーン - ファッションモデル・俳優
- ジミー・ヴォーン - ギタリスト・歌手
- スティーヴィー・レイ・ヴォーン - ギタリスト
- ジョン・C・ウッズ - アメリカ陸軍二等軍曹
- ケリー・ウッド - 野球選手
- ブランドン・ウッド - 野球選手

エ
- ジミー・エイデアー - 野球選手
- ハリー・エイブレス - 野球選手
- アンディー・エリス - 野球選手
- フリッツ・フォン・エリック - プロレスラー

オ
- エメカ・オカフォー - バスケットボール選手
- スティーブ・オースチン - プロレスラー
- クリスティーヌ・オートン - 声優・プロデューサー・監督
- マット・ストーン - 監督・俳優・脚本家・アニメーター・作曲家・歌手・声優
- ロイ・オービソン - ミュージシャン
- バーバラ・オルソン - 弁護士・テレビコメンテーター
- ダグ・オルト - 野球選手
- ラマーカス・オルドリッジ - バスケットボール選手

## カ行
カ
- モリス・カークシー - 陸上選手・精神科医
- スコット・カズミアー - 野球選手
- ミシェル・カーター - 陸上選手[1]
- キング・カーティス - ミュージシャン
- ジェニファー・ガーナー - 女優
- ロン・ガント - 野球選手
- ホルヘ・カントゥ - 野球選手

キ
- イヴリン・キース - 女優
- ダニエル・ギブソン - バスケットボール選手
- ノーム・キャッシュ - 野球選手
- ロッド・キャニオン - 実業家
- ケイト・キャプショー - 女優・スティーヴン・スピルバーグの妻
- レイン・ギャリソン - 俳優
- フレディ・キング - ミュージシャン

ク
- デニス・クエイド - 俳優・メグ・ライアンの元夫
- アンディ・クーパー - 野球選手 (アメリカ野球殿堂表彰者)
- セシル・クーパー - 野球選手
- ジェフ・クベンカ - 野球選手
- ジェラルド・クラーク - 野球選手
- フィル・クラーク - 野球選手
- W.C.クラーク - ミュージシャン
- ラムゼイ・クラーク - 法律家・政治家・第66代司法長官
- ケリー・クラークソン - ミュージシャン
- ラリー・グラハム - ミュージシャン
- クリス・クリストファーソン - ミュージシャン
- ベン・グリーブ - 野球選手
- ジェラルド・グリーン - バスケットボール選手
- ブライアン・クレイ - 陸上選手
- ジョン・グレミリオン - 声優
- クリストファー・クロス - ミュージシャン
- ジョーン・クロフォード - 女優

ケ
- メリンダ・ゲイツ - ビル&メリンダゲイツ財団共同会長・ビル・ゲイツの妻・デューク大学元理事
- ロバート・ケード - 医学・生理学者、『ゲータレード』の開発者
- エディ・ゲレロ - プロレスラー
- チャボ・ゲレロ・ジュニア - プロレスラー
- チャボ・ゲレロ・シニア - プロレスラー

コ
- タラ・コナー - モデル・ミスUSA優勝者
- ジョン・コナリー - 州知事
- アルバート・コリンズ - ミュージシャン
- オーネット・コールマン - ミュージシャン
- ダブニー・コールマン - 俳優
- ポール・ゴンザレス - 野球選手
- マイク・ゴンザレス - 野球選手

## サ行
サ
- ダグ・サーム - ルーツ音楽家
- ルイス・サントップ - 野球選手 (アメリカ野球殿堂表彰者)
- ジョー・サンプル - ジャズピアニスト

シ
- ディロン・ジー - 野球選手
- シアラ - 歌手・ダンサー・グラミー賞受賞者
- ジェイソン・ジェニングス - 野球選手
- ブラインド・レモン・ジェファーソン - ブルース歌手
- ジェンセン・アクレス　-　俳優
- カーティス・シグペン - 野球選手
- ZZ TOP - ロックバンド
- コナー・ジャクソン - 野球選手
- スティーヴン・ジャクソン - 野球選手
- ビル・シャーマン - 野球選手
- グレッグ・ジャーマン - 俳優
- バート・シャーリー - 野球選手
- ウィリー・シューメーカー - 騎手・調教師
- ケビン・シュワンツ - 元オートバイレーサー
- ジャニス・ジョプリン - ミュージシャン
- ジョー・ジョンストン - 映画監督
- ジミー・ジョーンズ - 野球選手
- デイモン・ジョーンズ - バスケットボール選手
- トミー・リー・ジョーンズ - 俳優
- ルパート・ジョーンズ - 野球選手
- エリック・ジョンソン - ギタリスト・作曲家
- ケリー・ジョンソン - 野球選手
- ジャック・ジョンソン - プロボクサー
- チャールズ・ジョンソン - バスケットボール選手
- マイケル・ジョンソン - 陸上競技選手。男子200m・400m世界記録保持者
- ラリー・ジョンソン - バスケットボール選手
- リンドン・B・ジョンソン - アメリカ合衆国第36代大統領
- レディ・バード・ジョンソン - リンドン・B・ジョンソンの妻。第36代ファーストレディ
- クリス・シールバック - 野球選手
- ジェシカ・シンプソン - 歌手
- アシュリー・シンプソン - 歌手
- アラン・ジンター - 野球選手

ス
- パトリック・スウェイジ - 俳優・ダンサー、リサ・ニエミの夫
- スカー・フェイス - ラッパー
- マーガレット・スキート - アメリカ最長寿だった女性
- デイヴィッド・スコット - 宇宙飛行士
- ニック・スタール - 俳優
- マイク・スタントン - 野球選手
- ヒューストン・ストリート - 野球選手
- ジョージ・ストレイト - カントリー歌手
- スライ・ストーン - ミュージシャン・作曲家・レコードプロデューサー
- カイル・スナイダー - 野球選手
- クリス・スナイダー - 野球選手
- ブレント・スパイナー - 俳優
- トリス・スピーカー - 野球選手 (アメリカ野球殿堂表彰者)
- シシー・スペイセク - 女優
- アンナ・ニコル・スミス - ファッションモデル・女優
- ヒルトン・スミス -  野球選手 (アメリカ野球殿堂表彰者)

セ
- レネー・ゼルウィガー - 女優
- セレーナ - 歌手

ソ

## タ行
タ
- ハンター・タイロ - 女優
- J・R・タウルズ - 野球選手
- ビーブ・ダニエルズ - 女優
- リンダ・ダーネル - 女優
- ヒラリー・ダフ - 歌手
- ダイムバッグ・ダレル - 元パンテラ・元ダメージプランのギタリスト
- アダム・ダン - 野球選手
- サンディ・ダンカン - 女優

チ
- ロッキー・チェリー - 野球選手
- ロイス・チャイルズ - 女優
- リカルド・アントニオ・チャビラ - 俳優
- シド・チャリシー - 女優・ダンサー

ツ
テ
- DJ・プレミア - ミュージシャン・音楽プロデューサー
- エリック・ディッカーソン - アメリカンフットボール選手
- ベーブ・ディドリクソン＝ザハリアス - 陸上選手。金メダリスト
- マイク・ティムリン - 野球選手
- レックス・ティラーソン - 実業家・政治家
- トム・ディレイ - テキサス州および連邦下院議員
- シャロン・テート - 女優。ロマン・ポランスキーの妻
- ロン・デービス - 野球選手
- シェリー・デュヴァル - 女優
- ザック・デューク - 野球選手
- アラン・テュディック - 俳優
- マイケル・デル - 実業家・デル社の創設者・会長兼最高経営責任者

ト
- ヘレン・ドーナト - ソプラノ歌手
- ケニー・ドーハム - ジャズトランペット奏者
- サーマン・トーマス - アメリカンフットボール選手
- ヘンリー・トーマス - 俳優
- ラダニアン・トムリンソン - アメリカンフットボール選手
- フォイ・ドレイパー - 陸上選手。金メダリスト
- ダグ・ドレイベック - 野球選手
- リップ・トーン - 俳優
- ケビン・トンプソン - 野球選手

## ナ行
- ナタリー - R&B歌手・元チアガール
- リサ・ニエミ - 女優・ダンサー、パトリック・スウェイジの妻
- ジェイソン・ニックス - 野球選手
- ジェフ・ニーマン - 野球選手
- チェスター・ニミッツ - 海軍軍人・元帥
- エドウィン・ニール - 俳優
- トロイ・ニール - 野球選手
- ジョー・ネイサン - 野球選手
- ネリー - ヒップホップMC・俳優
- ビヨンセ・ノウルズ - 歌手。元デスティニーズ・チャイルド
- チャック・ノブロック - 野球選手

## ハ行
ハ
- マイク・ハーグローブ - 野球選手・監督
- チャーリー・ハース - プロレスラー
- ジョン・C・ハイク - 声優
- パトリシア・ハイスミス - 作家
- ミッシー・パイル - 女優
- ケンドリック・パーキンス - バスケットボール選手
- ビル・パクストン - 俳優
- ランス・バークマン - 野球選手
- ケルシー・パターソン - 二重殺人の罪で処刑された
- ジョン・パターソン (野球) - 野球選手
- ジャレッド・パダレッキ - 俳優
- クレイ・バックホルツ - 野球選手
- エリカ・バドゥ - 歌手・女優
- マイク・ハートリー - 野球選手
- ケイ・パナベイカー - 女優
- カーク・バプティスト - 陸上選手。銀メダリスト
- ブッカー・ハフマン - プロレスラー
- ウディ・ハレルソン - 俳優
- アーニー・バンクス - 野球選手 (アメリカ野球殿堂表彰者)
- ウェス・バンクストン - 野球選手
- スタン・ハンセン - プロレスラー
- メルビン・バンチ - 野球選手

ヒ
- ゲイリー・ビジー - 俳優
- エイドリアン・ピーターソン - アメリカンフットボール選手
- ヒース・ヒーリング - 総合格闘家
- ジェニファー・ラブ・ヒューイット - 女優
- ハワード・ヒューズ - 実業家・映画製作者・飛行家
- グラント・ヒル - バスケットボール選手
- Z.Z.ヒル - ソウル歌手
- デイヴ・ヒルトン - 野球選手
- トレイ・ヒルマン - 野球選手・監督
- アンディ・ビーン - 野球選手
- キラ・ヴィンセント＝デイヴィス - 声優

フ
- テリー・ファンク - プロレスラー
- カーリー・フィオリーナ - 実業家・ヒューレット・パッカード元CEO兼会長
- キング・フィッシャー - ガンマン
- ブランドン・フェイヒー - 野球選手
- レイン・フェニックス - 女優・ミュージシャン・歌手
- ビル・フォスター - 野球選手 (アメリカ野球殿堂表彰者)、ルーブ・フォスターの弟
- ルーブ・フォスター - 野球選手 (アメリカ野球殿堂表彰者)
- ファラ・フォーセット - 女優
- ジェイミー・フォックス - 俳優。アカデミー主演男優賞受賞
- T・J・フォード - バスケットボール選手
- ルー・フォード - 野球選手
- ミシェル・フォーブス - 女優
- ニック・フォールズ - アメリカンフットボール選手
- ジェブ・ブッシュ - ジョージ・W・ブッシュの弟、前フロリダ州知事
- ジェンナ・ブッシュ - ジョージ・W・ブッシュの長女
- ジョージ・H・W・ブッシュ - アメリカ合衆国第41代大統領
- ジョージ・W・ブッシュ - アメリカ合衆国第43代大統領
- バーバラ・ピアース・ブッシュ - ジョージ・W・ブッシュの次女
- ローラ・ブッシュ - ジョージ・W・ブッシュの妻。アメリカ合衆国第43代ファーストレディ
- ローレン・ブッシュ - モデル。ジョージ・W・ブッシュの姪
- トビー・フーパー - 映画監督
- サンドラ・ブラウン - 作家
- チャールズ・ブラウン - ブルースピアニスト・シンガー
- カート・フラッド - 野球選手
- カーク・フランクリン - ゴスペル歌手
- ドリュー・ブリーズ - アメリカンフットボール選手
- ビンセント・ブルネリ - 航空技術者
- ジャック・ブルームフィールド - 野球選手
- アレクシス・ブレデル - 女優
- テリー・ブロス - 野球選手

ヘ
- スコット・ヘアストン - 野球選手
- ジョー・ドン・ベイカー - 俳優
- サンドラ・ヘイニー - ゴルファー
- ドン・ベイラー - 野球選手
- ジェリー・ベイリー - 騎手
- デミオン・ベーカー - バスケットボール選手
- ジョシュ・ベケット - 野球選手
- チャド・ヘドリック - スピードスケート選手。金メダリスト
- ロドニー・ペドラザ - 野球選手
- ショーン・ヘン - 野球選手
- ロビン・ライト・ペン - 女優。ショーン・ペンの妻
- ハンター・ペンス - 野球選手
- ロイド・ベンツェン - 連邦下院議員・連邦上院議員・財務長官
- ドン・ヘンリー - 歌手・ドラマー、イーグルスのフロントマン
- マーク・ヘンリー - 重量挙げ選手、プロレスラー

ホ
- サミー・ボウ - アメリカンフットボール選手
- ベン・ホーガン - プロゴルファー
- イーサン・ホーク - 俳優
- ロジャース・ホーンスビー - 野球選手 (アメリカ野球殿堂表彰者)
- ウィリー・ポスト - 飛行家
- ケビン・ホッジス - 野球選手
- クリス・ボッシュ - バスケットボール選手
- スコット・ポドセドニック - 野球選手
- ブラッド・ホープ - 野球選手
- ライトニン・ホプキンス - ブルース・ミュージシャン
- マイカ・ホフパワー - 野球選手
- バディ・ホリー - ミュージシャン
- マーシャ・ボール - シンガー・ピアニスト
- マイク・ポルクロペック - プロレスラー
- クリス・ホルト - 野球選手
- エドワード・ホワイト - 宇宙飛行士

## マ行
マ
- ショーン・マイケルズ - プロレスラー
- ピーター・マクニコル - 俳優
- ジョン・マクラーレン - 野球チームの監督
- マシュー・マコノヒー - 俳優
- マイキー・マーシャル - バスケットボール選手
- エディ・マシューズ - 野球選手 (アメリカ野球殿堂表彰者)
- ゲイリー・マジュースキー - 野球選手
- グレッグ・マダックス - 野球選手 (アメリカ野球殿堂表彰者)
- ビリー・マーチン - 野球選手
- ビズ・マッキー - 野球選手 (アメリカ野球殿堂表彰者)
- ベンジャミン・マッケンジー - 俳優
- ジョニー・マティス - 歌手
- スティーヴ・マーティン - コメディ俳優・作家
- ディック・マードック - プロレスラー
- オーリー・マトソン - アメリカンフットボール選手・陸上競技選手・銀メダリスト
- デビッド・マーフィー - 野球選手
- パトリック・マホームズ - アメリカンフットボール選手
- ブラックジャック・マリガン - プロレスラー
- テレンス・マリック - 映画監督・脚本家・プロデューサー
- スコット・マレン - 野球選手

ミ
- ジョン・キャメロン・ミッチェル - 映画監督・俳優・脚本家・プロデューサー
- ミートローフ - 歌手
- ボン・ミラー - アメリカンフットボール選手
- ライト・ミルズ - 社会学者
- ネイサン・ミンチー - 野球選手

ム
- トレイ・ムーア - 野球選手

メ
- デズモンド・メイソン - バスケットボール選手
- ベイカー・メイフィールド - アメリカンフットボール選手

モ
- ジョー・モーガン - 野球選手 (アメリカ野球殿堂表彰者)
- ジム・モリス - 野球選手
- ボビー・モロー - 陸上選手。金メダリスト
- クレイグ・モンロー - 野球選手

## ヤ行
- ラルフ・ヤーボロー - 連邦上院議員
- ヴィンス・ヤング - アメリカンフットボール選手
- クリス・ヤング (投手) - 野球選手
- クリス・ヤング (外野手) - 野球選手
- ビリー・ヤング - 歌手
- ロス・ヤングス - 野球選手 (アメリカ野球殿堂表彰者)
- モーリス・ユーイング - 海洋地球物理学者

## ラ行
ラ
- モニカ・ライアル - 声優
- ノーラン・ライアン - 野球選手 (アメリカ野球殿堂表彰者)
- チェイス・ライト - 野球選手
- スコット・ラインブリンク - 野球選手
- ダン・ラザー - ジャーナリスト・ニュースキャスター
- ジョン・ラッキー - 野球選手
- レベッカ・アン・ラモス - アダルトモデル
- ジェイソン・ラルー - 野球選手

リ
- リチャード・リンクレイター - 映画監督・脚本家
- マンス・リプスカム - ブルース・ミュージシャン

ル
- ジャスティン・ルジアーノ - 野球選手
- ライアン・ループ - 野球選手

レ
- デビー・レイノルズ - 女優
- ジョン・レイフィールド - プロレスラー
- デューイ・レッドマン - ジャズ・サックス奏者

ロ
- ケニー・ロジャース - カントリー歌手
- アーサー・ローズ - 野球選手
- ミシェル・ロドリゲス - 女優
- ロバート・ロドリゲス - 映画監督
- チャーリー・ロバートソン - 野球選手
- フランク・ロビンソン - 野球選手 (アメリカ野球殿堂表彰者)
- エヴァ・ロンゴリア - 女優
- ポール・ロンドン - プロレスラー

## ワ行
- エリン・ワッソン - ファッションモデル’
- ジョニー・"ギター"・ワトソン - ブルース・ミュージシャン